# Palota, Medzilaborce
Palota este o comună slovacă, aflată în districtul Medzilaborce din regiunea Prešov. Localitatea se află la altitudinea de 482 m deasupra n.m., se întinde pe o suprafață de 24,12 km2 și în 2017 număra 196 de locuitori. Se învecinează cu comuna Medzilaborce.

## Istoric
Localitatea Palota este atestată documentar din 1330.

## Demografie
| An:                | 1994 | 2004   | 2014   | 2024   |
| ------------------ | ---- | ------ | ------ | ------ |
| Număr de persoane: | 176  | 181    | 186    | 179    |
| Diferență:         |      | +2,84% | +2,76% | −3,76% |

| An:                | 2023 | 2024 |
| ------------------ | ---- | ---- |
| Număr de persoane: | 179  | 179  |
| Diferență:         |      | +0%  |